# Astyanax asuncionensis
Astyanax asuncionensis är en fiskart som beskrevs av Jacques Géry 1972. Astyanax asuncionensis ingår i släktet Astyanax och familjen Characidae. Inga underarter finns listade.